# Olle Lanner
Olof Gustaf Reinhold „Olle” Lanner (ur. 30 grudnia 1884 w Stora Tuna w gminie Borlänge, zm. 26 lipca 1926 w Sztokholmie) – szwedzki sportowiec, olimpijczyk.
Na Igrzyskach wystąpił w ich letniej edycji z 1908 w Londynie, gdzie zdobył złoty medal w drużynowych zawodach gimnastycznych.